# Spilomicrus sanbornei
Spilomicrus sanbornei is een vliesvleugelig insect uit de familie van de Diapriidae. De wetenschappelijke naam van de soort is voor het eerst geldig gepubliceerd in 1991 door Masner.